# Bohepilissus nitidus
Bohepilissus nitidus är en skalbaggsart som beskrevs av Vladimir Balthasar 1965. Bohepilissus nitidus ingår i släktet Bohepilissus och familjen bladhorningar. Inga underarter finns listade.